# Kirsten Suhr-Hansen
Kirsten Marie Suhr-Hansen (Frederiksberg, 20 aprile 1910 – ...) è stata una schermitrice danese, vincitrice di una medaglia d'oro ai campionati mondiali di scherma.